# Hippoporina indica
Hippoporina indica är en mossdjursart som beskrevs av Madhavan Pillai 1978. Hippoporina indica ingår i släktet Hippoporina och familjen Bitectiporidae. Inga underarter finns listade i Catalogue of Life.